# Liste de ponts de Slovaquie
Cette liste de ponts de Slovaquie présente les ponts remarquables de Slovaquie, tant par leurs caractéristiques dimensionnelles, que par leur intérêt architectural ou historique.

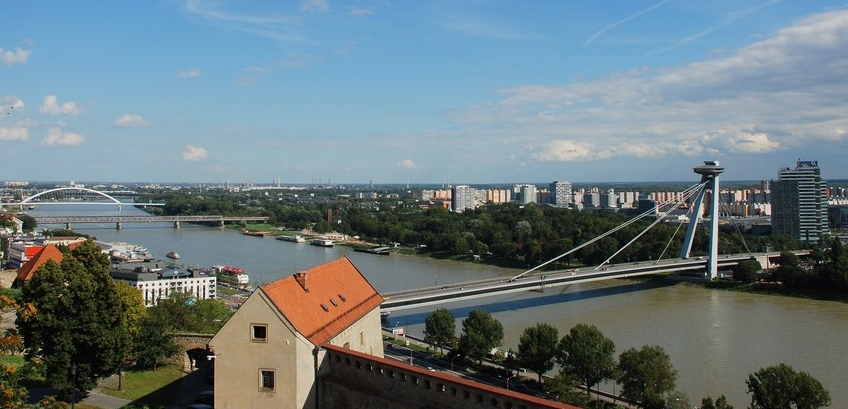
Le Nový Most (nouveau pont), le Starý most (vieux pont) et le pont Apollo sur le Danube à Bratislava

Elle est présentée sous forme de tableaux récapitulant les caractéristiques des différents ouvrages, et peut être triée selon les diverses entrées pour voir un type de pont particulier ou les ouvrages les plus récents par exemple. La seconde colonne donne la classification de l'ouvrage parmi ceux présentés, les colonnes Portée et Long. (longueur) sont exprimées en mètres. Date indique la date de mise en service du pont.

## Ponts présentant un intérêt historique ou architectural
|  |   | Nom                      | Slovaque                | Distinction | Long. | Type              | Voie portée Voie franchie  | Date | Localisation                              | Région | Ref.  |
|  | - | ------------------------ | ----------------------- | ----------- | ----- | ----------------- | -------------------------- | ---- | ----------------------------------------- | ------ | ----- |
|  | 1 | Pont en bois de Kolárovo | Drevený most v Kolárove |             | 86    | Pont couvert Bois | Pont piétonnier Malý Dunaj | 1992 | Kolárovo 47° 55′ 14,6″ N, 18° 00′ 03,9″ E | Nitra  | [ 1 ] |

## Grands ponts
Ce tableau présente les ouvrages ayant des portées supérieures à 100 mètres ou une longueur totale de plus de 3 000 mètres (liste non exhaustive).
|  |   | Nom                         | Slovaque                   | Portée   | Long. | Type                                                                        | Voie portée Voie franchie                               | Date | Localisation                                       | Région        | Ref.  |
|  | - | --------------------------- | -------------------------- | -------- | ----- | --------------------------------------------------------------------------- | ------------------------------------------------------- | ---- | -------------------------------------------------- | ------------- | ----- |
|  | 1 | Nový Most                   | Nový Most                  | 303      | 431   | Haubané Monopylône, tablier caisson acier à 2 niveaux, pylône incliné acier | Staromestská - Panónska cesta Danube                    | 1972 | Bratislava 48° 08′ 18,3″ N, 17° 06′ 16,2″ E        | Bratislava    |       |
|  | 2 | Pont Apollo                 | Most Apollo                | 231      | 854   | Arc Acier, tablier suspendu Pont bow-string                                 | Košická 2 Danube                                        | 2005 | Bratislava 48° 08′ 14,8″ N, 17° 07′ 41,3″ E        | Bratislava    |       |
|  | 3 | Pont Lafranconi             | Most Lafranconi            | 174      | 1134  | Poutre-caisson Béton précontraint                                           | Diaľnica D2 Route européenne 65 Danube                  | 1991 | Bratislava 48° 08′ 32,4″ N, 17° 04′ 31″ E          | Bratislava    |       |
|  | 4 | Viaduc de Považská Bystrica | Estakáda Považská Bystrica | 122 (x6) | 958   | Extradossé Tablier poutre-caisson béton précontraint, piles et pylône béton | Diaľnica D1 Route européenne 50 Route européenne 75 Váh | 2010 | Považská Bystrica 49° 07′ 20,1″ N, 18° 26′ 38,3″ E | Trenčín       | [ 2 ] |
|  | 5 | Pont Marie-Valérie          | Most Márie Valérie         | 119      | 517   | Treillis Acier                                                              | Ostrihomská cesta 63 Danube                             | 1895 | Štúrovo - Esztergom 47° 47′ 43″ N, 18° 43′ 47,2″ E | Nitra Hongrie |       |
|  | 6 | Pont Elisabeth (Komárno)    | Alžbetín most              | 102 (x4) | 415   | Treillis Acier                                                              | Lehárova 64 Danube                                      | 1892 | Komárno - Komárom 47° 45′ 04,4″ N, 18° 07′ 15″ E   | Nitra Hongrie |       |